# 厄尼·格伦费尔德
厄尼·格伦费尔德（英語：Ernest Grunfeld，1955年4月24日—），美国NBA联盟前职业篮球运动员。他在1977年的NBA选秀中第1轮第11顺位被密尔沃基雄鹿选中。曾擔任紐約尼克密爾瓦基公鹿和華盛頓巫師隊總經理。